# Schizopteromiris
Schizopteromiris is een geslacht van wantsen uit de familie van de Miridae (Blindwantsen). Het geslacht werd voor het eerst wetenschappelijk beschreven door Schuh in 1986.

## Soorten
Het genus bevat de volgende soorten:

- Schizopteromiris carayoni Schuh, 1986
- Schizopteromiris lordhowensis Schuh, 1986
- Schizopteromiris monteithi Schuh, 1986
- Schizopteromiris queenslandensis Schuh, 1986